# خاکستری
خاکِستَری که به آن رنگ طوسی یا رنگ نقره‌ای نیز می‌گویند، به هرگونه طیف از رنگ‌های میان سیاه و سفید گفته می‌شود. در کل به رنگ سیاه، سفید، و پرده‌های گوناگونِ خاکستریِ میان آن دو، رنگ‌های خنثی گفته می‌شود.
اگر نور سبز و شیء قرمز باشد رنگ حاصل مایل به خاکستری خواهد شد، برای این که نور رنگ مکمل بیشتری از شیء دارد که رنگ شیء را مهار می‌کند. رنگ خاکستری بیشتر در طبیعت و در صنعت مُد دیده می‌شود.
تصاویری که در آنها تماماً از رنگ‌های خنثی استفاده شده، تصاویر سیاه‌وسفید یا تک‌فام نامیده می‌شوند. نام این رنگ از مقایسهٔ آن با رنگی که معمولاً خاکستر دارد مشتق شده‌است. با رنگ خاکستری معمولاً اندوه، افسردگی و ناامیدی تداعی می‌شود.
در تاریخ ایران از این رنگ برای محمدعلی‌شاه در زمان قاجار استفاده شده‌است